# Orthonyx temminckii
O corre-troncos-australiano ou corre-cepos-australiano (Orthonyx temminckii) é uma espécie de ave da família Orthonychidae.
É endémica da Austrália.
Os seus habitats naturais são: florestas temperadas e florestas subtropicais ou tropicais húmidas de baixa altitude.